# Globare (Glogovac)
Pour l’article homonyme, voir Globare.
Gllabar en albanais et Globare en serbe latin (en serbe cyrillique : Глобаре) est une localité du Kosovo située dans la commune/municipalité de Gllogoc/Glogovac, district de Pristina (Kosovo) ou district de Kosovo (Serbie). Selon le recensement kosovar de 2011, elle compte 1 526 habitants, dont 1 524 Albanais.

## Démographie

### Évolution historique de la population dans la localité
| 1948 | 1953 | 1961 | 1971 | 1981  | 1991  | 2011  |
| ---- | ---- | ---- | ---- | ----- | ----- | ----- |
| 486  | 557  | 620  | 752  | 1 106 | 1 453 | 1 526 |

|  |